# جيرالد روبنسون
جيرالد روبنسون (بالإنجليزية: Gerald Robinson)‏ (و. 1989  م) هو لاعب كرة السلة، من الولايات المتحدة، ولد في ناشفيل، تينيسي، يلعب كمدافع مسدد الهدف.

## التعليم
تعلم في ثانوية مارتن لوثر كينغ ماغنت في بيرل هاربر ‏.

## روابط خارجية
- جيرالد روبنسون على موقع كرة السلة الأوروبية.كوم (الإنجليزية)
- جيرالد روبنسون على موقع DraftExpress.com (الإنجليزية)
- جيرالد روبنسون على موقع كلية كرة السلة في سبورتس رفرنس.كوم (الإنجليزية)
- جيرالد روبنسون على موقع ريلجم (الإنجليزية)
- جيرالد روبنسون على موقع بروبوليرز (الإنجليزية)
- جيرالد روبنسون على موقع سبورتس رفرنس (الإنجليزية)